# Il fascino del male
Il fascino del male è un singolo del cantante e musicista Mark the Hammer e del rapper Grido, pubblicato l'8 novembre 2019.

## La canzone
Scritta da Marco Arata e Luca Aleotti, Il fascino del male è una canzone che celebra Halloween e il genere horror, entrambi particolarmente amati da Arata. La canzone  fa parte della serie di video di Marco Arata denominata Come creare una canzone senza alcun talento.
Nelle strofe sono presenti diverse citazioni a elementi tipici e personaggi provenienti dalla cultura pop legata alla festività e al cinema horror come It, Michael Myers (dalla saga cinematografica Halloween), Freddy Krueger (dal film Nightmare) e altri. La copertina del singolo è stata disegnata da Ruben Gozzi.

## Tracce
Download digitale
Testi e musiche di Luca Aleotti e Marco Arata.
1. Mark the Hammer e Grido – Il fascino del male – 3:12

## Video musicale
Il videoclip della canzone è stato annunciato dall'artista nel suo video su Youtube ma senza una data specifica. Precedentemente sono stati pubblicati il video della serie "Come creare una canzone senza alcun talento" e il video con il testo della canzone attraverso il quale era stato reso già disponibile all'ascolto la canzone.

### Produzione perCome creare una canzone senza alcun talento[2]
- Marco Arata – Regia, attore
- Grido – Attore

## Produzione musicale e formazione
- Grido – Voce
- Marco Arata – Produzione musicale, voce e cori